# Physalaemus santafecinus
Physalaemus santafecinus é uma espécie de anfíbio da família Leptodactylidae.
Pode ser encontrada nos seguintes países: Argentina e possivelmente em Paraguai.
Os seus habitats naturais são: campos de gramíneas de clima temperado, lagos de água doce intermitentes, marismas intermitentes de água doce e pastagens.
Está ameaçada por perda de habitat.